# Mario Campos
Mario José Campos (Provincia de Salta, Argentina, 16 de octubre de 1986) es un exfutbolista argentino.

## Clubes
| Club                             | País      | Año       |
| -------------------------------- | --------- | --------- |
| Club Los Cachorros               | Argentina | 2003-2005 |
| Central Norte de Salta           | Argentina | 2005-2015 |
| Sportivo Patria                  | Argentina | 2015      |
| Centro Juventud Antoniana        | Argentina | 2016      |
| Club Deportivo Villa San Antonio | Argentina | 2017-2018 |
| Club Los Cachorros               | Argentina | 2019      |
| Club Deportivo La Merced         | Argentina | 2019-2020 |